# Fritillaria lagodechiana
Fritillaria lagodechiana är en liljeväxtart som beskrevs av Sigismund Semenovich Kharkevich. Fritillaria lagodechiana ingår i Klockliljesläktet och i familjen liljeväxter. Inga underarter finns listade.